# Lambertonmadagaskarrat
De lambertonmadagaskarrat (Nesomys lambertoni)  is een zoogdier uit de familie van de Nesomyidae. De wetenschappelijke naam van de soort werd voor het eerst geldig gepubliceerd door G. Grandidier in 1928.

## Voorkomen
De soort komt voor in het middenwesten van Madagaskar.